# Emily Beecham
Emily Beecham (Manchester, 1984) é uma atriz britânica, mais conhecida pela participação nas séries The Street e Into the Badlands.
Em 2019, venceu o Prêmio de Interpretação Feminina no Festival de Cannes, pelo filme ‘Little Joe’, da diretora Jessica Hausner.

## Filmografia
Televisão
- 2006 —	Afterlife
- 2007 —	The Innocence Project
- 2007 —	Party Animals
- 2007 —	New Tricks
- 2007 —	The Bill
- 2008 —	Lewis
- 2008 —	Tess of the D'Urbervilles
- 2009 —	Unforgiven
- 2009 —	The Street
- 2009 —	Merlin Emmyria
- 2010 —	Silent Witness
- 2011 —	The Runaway
- 2012 —	Case Sensitive
- 2012 —	Damages
- 2012 —	The Fear
- 2013 —	Blandings
- 2013 —	The Village
- 2014 —	The Musketeers
- 2015 —	Into the Badlands

Cinema
- 2006 —	Bon Voyage
- 2007 —	28 Weeks Later
- 2007 —	Rise of the Footsoldier
- 2007 —	Agatha Christie's Marple
- 2009 —	The Calling
- 2010 —	Basement
- 2010 —	Pulse
- 2013 —	The Thirteenth Tale
- 2016 —	Hail, Caesar!
- 2017 —	Daphne